# Селдон, Брюс
Брюс Самуэль Селдон (англ. Bruce Samuel Seldon, родился 30 января 1967, Атлантик-Сити, Нью-Джерси, США) — американский боксёр-профессионал, чемпион мира среди профессионалов в тяжёлом весе по версии WBA (1995-1996).

## Любительская карьера
В любителях Селдон выиграл в  Нью-Джерси Золотые перчатки в тяжёлом весе.

## Профессиональная карьера
Селдон дебютировал на профессиональном ринге в 1988 году в бою с Джоуэломм Макгроу, которого нокаутировал в 1 раунде.
Выиграл первые 18 боёв.
В августе 1989 года встретился с Эзра Селлесом . Селдон победил техническим нокаутом в 10 раунде.
В январе 1990 года встретился с Джерри Джонсом. Селдон победил техническим нокаутом во 2 раунде.
В апреле 1990 года победил единогласным решением судей Дэнни Воффорда.
В мае 1990 года встретился с Осси Окасио. Селдон победил единогласным решением судей.
В июне 1990 года встретился с непобеждённым Томом Саднером. После 2 раунда Сандер отказался от продолжения боя.

#### Бой с Дэвидом Бэем
В ноябре 1990 года встретился с Дэвидом Бэем. Во время боя Селдон менял стойки. Селдон доминировал весь бой и победил техническим нокаутом в 10 раунде.

#### Бой с Хосе Рибальтой
В январе 1991 года встретился с Хосе Рибальтой. Рибальта умудрился отправить Селдона в нокдаун на первой секунде боя первым же попаданием справа. На счёт шесть Селдон вскачил и начал прыгать, показывая, что всё впорядке. После этого он сразу набросился на Рибальту, проводя мощные серии ударов. В 3-м раунде Селдон отправил Рибальту в нокдаун. Рибальта поднялся. Селдон кинулся его добивать, Рибальта устоял до конца раунда. Рибальта не вышел на 4-й раунд,Селдон победил техническим нокаутом в 3-м раунде.

#### Бой с Оливером Макколом
В апреле 1991 года в рейтинговом бою встретился c Оливером Макколом. Селдон выигрывал бой, но стремился нокаутировать противника и к концу боя выдохся. Этим воспользовался Маккол, который трижды отправил его в нокдаун в 9 раунде. После третьего нокдауна рефери остановил бой. На момент остановки боя Селдон был впереди на картах всех судей. Интересный факт: Оливер Маккол отдыхал перед боем 5 месяцев после предыдущего боя,а Селдон вышел через 27  дней.

#### Бой с Риддиком Боу
В сентябре 1991 года встретился с Риддиком Боу. Селдон начал бой  активно, и уже на первых секундах провёл  несколько точных попаданий в печень и голову. Селдон пытался бить с обеих рук, а пробивая джеб, он при этом слишком углублялся, как будто стремясь вложить левый прямой по самый локоть. Весь раунд Селдон продолжал теснить, прижимая его к канатам, забыв, что он отменный джебист, и работал преимущественно, как слаггер, рассчитывая быстро реализовать своё превосходство  в скорости. В конце второй минуты 1 раунда Боу  встречным правым кроссом точно в голову потряс соперника, после чего добавил левый полубоковой, которым отправил Селдона на канвас. Отлежавшись, Брюс вскочил, подпрыгнул и ринулся на Боу, но  пропустил ещё два удара и упал, рефери зафиксировал нокаут.

#### Бой с Джесси Фергюссоном
В январе 1992 года в бою за вакантный  интерконтинентальный титул по версии IBF встретился с Джесси Фергюссоном. Фергюсон отказался от продолжения боя в 5 раунде из за травмы глаза. Селдон победил техническим нокаутом в 5 раунде.

#### Бой с Майком Диксоном
В июле 1992 года встретился с Майком Диксоном. Селдон победил единогласным решением судей.

#### Бой  с Тони Таббсом
В октябре  1992 года встретился с Тони Таббсом. Таббс, несмотря на свои длинные руки, хорошо работал в ближнем бою и обладал отличной ручной скоростью и был большим джебистом, чем Брюс, благодаря чему переигрывал Селдона на всех дистанциях, сумев отправить Селдона в нокдаун в 1 раунде и победить единогласным решением судей. После этого боя Селдон  подписал контракт с Доном Кингом и начал быстро расти по рейтингу.
В январе 1993 года защищал титул против непобеждённого Александра Попова. Во 2-м раунде Брюс отправил Попова в нокдаун, и сломал ему нос. Доктор остановил бой после 2 раунда из-за травмы носа у Попова.

#### Бой с Грегом Пейджем
В августе 1992 года защищал титул против  Грега Пэйджа. Селдон победил техническим нокаутом в 9 раунде. После этого боя Пейдж на 3 года ушёл из бокса.

#### Чемпионский бой с Тони Такером
В 1995 году в бою за вакантный пояс WBA встретился с бывшим чемпионом мира Тони Такером.  36-летний Такер несколько раз сильно потряс Селдона, но Селдон своим жёстким и стремительным джебом нанёс ему множество рассечений заставив глаз Такера почти полностью закрыться и бой был остановлен в 7-м раунде. Селдон стал первым боксёром, кто смог победить  Тони Таккера досрочно.

#### Бой с Джо Хиппом
В своей первой защите Селдон встретился с Джо Хиппом. Этот бой прошёл в андеркарте боя  Майк Тайсон против Питера Макнили. Селдон выигрывал бой. В 10 раунде бой был остановлен из-за рассечений и чрезмерного отека вокруг глаз Хиппа. Селдон победил техническим нокаутом в 10 раунде.

#### Бой с Майком Тайсоном
7 сентября 1996 года Селдон встретился с Майком Тайсоном. Тайсон сразу же пошёл в атаку. Селдон, чтобы спастись от атак Тайсона постоянно клинчевал. В середине раунда Тайсон пробил кросс. Селдон рухнул на канвас. Он поднялся на счёт 5. Сразу же после возобновления боя Тайсон левым прямым в голову вновь отправил противника на канвас. Селдон на счёт «10» всё ещё находился на полу, и рефери остановил бой. После этого боя Селдон ушёл из бокса. После этого боя был застрелен известный рэппер Тупак Шакур.

## Возвращение
Селдон вернулся на ринг в возрасте 37 лет в   марте 2004 года. Его соперником был Отис Тисдейл. Селдон победил техническим нокаутом в 3 раунде.
В мае 2004 года встретился с непобеждённым Джеральдом Ноублзом. Во 2 раунде Селдон отправил Ноублза в нокдаун и был впереди по очкам но в итоге выбросил полотенце из-за травмы глаза в 9-м раунде.
В октябре 2005 года Селдон встретился с Таем Филдсом. Селдон вышел на ринг с лишним весом и проиграл во 2-м раунде
Селдон снова вернулся в 2007 году и досрочно выиграл 3 рейтинговых боя.
В сентябре 2008 года встретился с Кевином Джонсоном. Джонсон победил техническим нокаутом в 5 раунде.
Затем Селдон досрочно выиграл 2 рейтинговых боя.
В июле 2009 года в бою за титул NABA встретился  с Фресом Окендо. Окендо доминировал в бою. В концовке седьмого раунда Селдон был серьёзно потрясён, и лишь гонг на перерыв спас его от нокдауна. В следующей трёхминутке Брюс пропустил серию увесистых ударов и присел на колено, но поднялся до окончания отсчёта. Развязка наступила уже в следующем раунде, где под градом ударов  Селдон вновь присел на колено, после чего рефери остановил бой. После этого боя Селдон ушёл из бокса.

## Бокс после завершения карьеры
28 июля 2010 года в Филадельфии, штат Пенсильвания состоялся спарринг между 43-летним бывшим чемпионом мира Брюсом Селдоном и олимпийским чемпионом Александром Поветкиным. По свидетельствам очевидцев бой не был похож на обычный спарринг. Спортсмены вышли на ринг без шлемов и в перчатках обычного размера, с рефери и конферансье, однако, по словам исполнительного директора комиссии Грегори Серба, они не нашли в этом ничего выходящего за рамки тренировочного процесса.  Поветкин начал бой пассивно, давая Селдону диктовать условия. Что бывший чемпион и делал. Селдон включал на полную свой джеб и смотрелся за этим занятием очень выгодно, хотя и часто попадал  по перчаткам. Самая большая неприятность случилась с Поветкиным, когда боксёры столкнулись головами, и у Александра вздулся синяк под левым глазом. Более того, позже была ещё пара таких столкновений, оставивших отметины на носу и лбу россиянина. Поветкин активизировался только в 4 раунде. Селдон начал злоупотреблять джебами, а Поветкин уже не блокировал, а уходил от них и тут же контратаковал. До тех пор, пока не приземлил чёткий правый в челюсть противника. Селдон рухнул на канвас. Он поднялся на счёт 5, но было видно что он сильно потрясён. Поветкин мгновенно прижал соперника к канатам и тут же отправил в ещё один нокдаун. Селдон с огромным трудом встал на счёт 9 и с упорством безумца пошёл прямо на Поветкина. Несколько секунд спустя он уже корчился в углу ринга и сплевывал кровь, рефери остановил бой, даже не открывая счёт. Отплевавшись, Селдон поднялся, повисел на канатах, а потом улыбнулся немногочисленной публике и поинтересовался, как выглядит его 43-летнее тело. Следовало признать, что при всех очевидных, только что сделанных в нём изъянах, выглядело оно нормально. А Селдон повернулся к победителю, крепко его обнял, взял за руку и громко сказал:  "Это будущий чемпион мира!.. Я помню, как в 1991-м меня нокаутировал Оливер Маккол, и он тогда предсказал, что я ещё буду чемпионом. И я им стал в 1995-м, когда выиграл у Тони Такера. И вот теперь я сам говорю вам, что этот парень, Александр Поветкин, будет чемпионом мира".  Поветкин в свою очередь тоже похвалил Селдона, сказав что он вышел в хорошей форме и с желанием победить и что у него очень хороший и жёсткий джеб.
7 февраля 2010 года в США планировался бой Брюса Селдона  против Дэвида Туа. Туа отказался от поединка. Как сообщает Fightnews.com, свой отказ он объяснил семейными обстоятельствами, которые не позволяют ему покинуть родину. Теперь Туа планирует сосредоточиться на подготовке к поединку против Фрайди Ахунаньи, который планируется провести в Новой Зеландии. «Я очень надеялся после праздников поехать в США, но серьезные семейные обстоятельства вынуждают меня остаться в Новой Зеландии и продолжать готовиться здесь к поединку, намеченному на 27 марта», — сказал Туа.
Селдон в настоящее время обучает своего сына Исайя Селдона, который выступает в суперсреднем весе.

## Интересные факты
- Несмотря на поражение от Оливера Маккола, Селдон победил Тони Такера, победившего Маккола и Джесси Фергюсона, который провёл с ним равный бой.
- Брюс Селдон имеет сравнительно одинаковую статистику боёв с Кеном Нортоном, однако Кен Нортон запечатлён как великий боксёр, в то время как Брюс Селдон незаслуженно предан забвению. Оба этих бойца страдали от "стеклянной челюсти", из-за которой они проиграли нокаутом почти всем нокаутёрам, с которыми пересеклись их пути. Оба проиграли нокаутами в стартовых раундах по три раза. Оба за всю свою карьеру одержали считаное число побед над сильными соперниками. Тем не менее в рейтинге статистического сайта boxrec.com Нортон неизменно присутствует в первой тридцатке, в то время как Селдон редко попадает в первую сотню. Вся эта разница обусловлена одним обстоятельством: Нортон прославился конкуретными боями с  Мохаммедом Али, Джимми Янгом и Ларри Холмсом. Селдону в этом плане не повезло.
- Селдон является одним из самых быстроногих супертяжеловесов за всю историю бокса, а также обладатель одного из лучших джебов в истории, благодаря которому он сумел досрочно победить ряд очень стойких боксёров, сумев нанести им гематомы и вынудить остановить бой.
- На бое Селдона и Майка Тайсона присутствовал близкий друг Тайсона - Тупак Шакур. Шакур был подстрелен после боя, а позже скончался от тяжёлых ранений.